# 2010年中国羽毛球俱乐部超级联赛
2010年中国羽毛球俱乐部超级联赛為第1屆中国羽毛球俱乐部超级联赛，是中国國內最高級別的羽毛球俱乐部比賽。本屆賽事於2010年5月22日-8月9日舉行。最終，青岛啤酒羽毛球俱乐部在決賽連勝湖南队兩場，成为首支获得中国羽毛球超级联赛的冠军。

## 賽事資料

### 參賽隊伍
本屆賽事共有八支隊伍參賽：
| 隊伍                       | 隊員                                                         |
| -------------------------- | ------------------------------------------------------------ |
| 上海兹韦克羽毛球俱乐部     | 教练员：金晨、沙海平、张尉、过勇平                           |
| 上海兹韦克羽毛球俱乐部     | 谌龙、陈智贲、陆启成、顾超、于俊杰、俞凌胤、于昊、史宏       |
| 上海兹韦克羽毛球俱乐部     | 朱琳、王仪涵、谢婧、胡敏毓、刘迎春、姜玉菁、盛莹             |
| 江苏尤尼克斯羽毛球俱乐部   | 教练员：凌波、张洪宝、孙俊、刘永                             |
| 江苏尤尼克斯羽毛球俱乐部   | 蔡赟、陈金、徐晨、孙君杰、陶嘉明、邱彦博、李昱               |
| 江苏尤尼克斯羽毛球俱乐部   | 卢兰、王適嫻、成淑、汤金华、孙晓黎、谭雯                     |
| 浙江银江羽毛球俱乐部       | 教练员：王小明、王跃平、蒋国良                               |
| 浙江银江羽毛球俱乐部       | 张楠、杜鹏宇、桑洋、丁阳、杨小鲁、郭子羽、王斯杰、黄宇翔     |
| 浙江银江羽毛球俱乐部       | 张亚雯、王琳、周卉、李晓、范骅                               |
| 青岛啤酒羽毛球俱乐部       | 教练员：许永德、刘仲、李昂                                   |
| 青岛啤酒羽毛球俱乐部       | 傅海峰、周文龙、沈烨、邱子瀚、刘京儒                         |
| 青岛啤酒羽毛球俱乐部       | 杜婧、马晋、汪鑫、骆羽、耿健、汪晓星                         |
| 湖北索牌羽毛球俱乐部       | 教练员：裴良望、万政文                                       |
| 湖北索牌羽毛球俱乐部       | 李锐、饶宇强、文凯、陈跃坤、丁洋、李骏杨                     |
| 湖北索牌羽毛球俱乐部       | 于洋、赵芸蕾、王晓理、李雯、陈曦、赵婷                       |
| 湖南川崎羽毛球俱乐部       | 教练员：唐辉、张绍臣、张固、李方、丁楠、陈伊波、黄建华、赵磊 |
| 湖南川崎羽毛球俱乐部       | 鲍春来、郑波、柴飚、刘沛轩、张圣、张稳                       |
| 湖南川崎羽毛球俱乐部       | 田卿、石晓倩、夏欢、包宜鑫、陈晓佳、刘昕                     |
| 广州市粤羽羽毛球俱乐部     | 教练员：张新广、梁志强                                       |
| 广州市粤羽羽毛球俱乐部     | 郭振东、洪炜、朱伟伦、王睁茗、甘兆龙、李毅生、杨杰、魏恺     |
| 广州市粤羽羽毛球俱乐部     | 张洁雯、张晋康、刘鑫、钟倩欣、邱虹、邓旋、梅绮丽、区冬妮     |
| 八一芝華仕沙发羽毛球俱乐部 | 教练员：陈伟华、杨晖、邓河、孙量、赵婷婷                     |
| 八一芝華仕沙发羽毛球俱乐部 | 林丹、何汉斌、李根、何汉青、罗成、张志杰、熊帅、陆苏         |
| 八一芝華仕沙发羽毛球俱乐部 | 赵婷婷、蔣燕皎、潘攀、冯晨、李雪芮、伏珊珊、黄琴、李竹明     |

### 比賽形式
比賽為五場制混合团体賽，包括男、女子单打及男、女、混合双打五個項目。
賽事將分为两个阶段進行；第一阶段进行常规赛即主客场双循环赛，第二阶段进行季后赛即主客场淘汰赛及PK赛。在2009年俱乐部联赛名次較高的队伍有权选择常规赛的主客场比赛顺序。常规赛前3名的队伍和抢号赛的胜队进入1至4名主客场淘汰赛及PK赛，其中排名第1的队有权在排名第3和抢号赛的胜队中选择半决赛对手。
比賽最終的第8名将降级，而羽毛球甲级联赛的第1名将升上來年的超级联赛。